# André Lysenstøen
André Lysenstøen (* 27. Oktober 1988 in Oslo) ist ein norwegischer Eishockeytorwart, der zuletzt bis 2010 bei HeKi Heinola in der finnischen Mestis unter Vertrag stand.

## Karriere
Lysenstøen begann seine Karriere in den Nachwuchsmannschaften von Manglerud Star Ishockey aus seiner Geburtsstadt. 2004 wechselte er für drei Jahre zum Lillehammer IK, wo er bis 2006 bei den U19-Junioren und in der Spielzeit 2006/07 in der Herrenmannschaft aktiv war. Im Sommer 2007 verließ er Lillehammer und wurde von den Stavanger Oilers verpflichtet. 
Im Sommer 2009 lief sein Vertrag aus und Lysenstøen entschied sich für ein Engagement in Finnland bei HeKi Heinola in der zweitklassigen Mestis. Für die Mannschaft bestritt er in der Saison 2009/10 insgesamt 17 Spiele. Anschließend wurde sein Vertrag nicht verlängert und er ist seither vertragslos. 

### International
André Lysenstøen spielte bei diversen internationalen Turnieren für Norwegen. So nahm er im Juniorenbereich an der U18-Junioren-Weltmeisterschaft 2006 und den U20-Junioren-B-Weltmeisterschaften 2007 und 2008 teil. 2008 wurde er zudem für die Weltmeisterschaft der Herren nominiert, wo er sein erstes WM-Spiel absolvierte, das mit 1:5 gegen die Slowakei verloren ging.
Ein Jahr später nahm er erneut an der Weltmeisterschaft der Herren teil und wurde in drei Spielen eingesetzt, die alle in Niederlagen endeten. Sowohl bei der Weltmeisterschaft 2010, als auch bei den Olympischen Winterspielen 2010 in Vancouver stand er in je einem Spiel zwischen den Pfosten.